# Heteronyx rufopiceus
Heteronyx rufopiceus är en skalbaggsart som beskrevs av Macleay 1888. Heteronyx rufopiceus ingår i släktet Heteronyx och familjen Melolonthidae. Inga underarter finns listade i Catalogue of Life.